# Zbigniew Sokolik
Zbigniew Sokolik (ur. 28 października 1928, zm. 11 września 2022) – polski lekarz psychiatra (1962), pediatra (1969) i neurolog (1966) jeden z pierwszych polskich psychoanalityków po II wojnie światowej.

## Życiorys
W 1952 roku ukończył psychologię, w 1957 uzyskał dyplom medyczny na Akademii Medycznej. Specjalizacja psychiatryczna 1961, specjalizacja neurologiczna 1965 roku. Trzykrotna własna psychoanaliza szkoleniowa w Pradze, pierwsza 1961–1970 w szkole Michaela Balinta, druga w szkole klasycznej Zygmunta Freuda-Otto Fenichela, trzecia w szkole francuskiej Jacques'a Lacana. Jest licencjonowanym psychoanalitykiem trzech szkół: Freuda (członkiem pełnym International Psychoanalytic Association), Carla Gustawa Junga (członkiem Polskiego Towarzystwa Psychologii Analitycznej i Internationational Association of Analytical Psychology), francuskiej – Lacana. Prowadzi psychoanalizę od 1962 roku, w tym psychoanalizę szkoleniową.
W ciągu życia opublikował około 50 prac z zakresu psychiatrii i psychoanalizy.